# Leopard (Wappentier)

Leoparden im Wappen Englands

Der Leopard ist ein häufig verwendetes Wappentier in der Heraldik.

## Heraldische und zoologische Leoparden
Der heraldische Leopard unterscheidet sich stark vom Leoparden (Panthera pardus). Er besitzt keine Flecken, und oft hat er eine Mähne. In der Heraldik ähnelt der Leopard daher auch allgemein eher einem Löwen. Der Grund hierfür liegt darin, dass im Mittelalter Mischlinge aus Löwenmännchen und Pantherweibchen als Leopard bezeichnet wurden. Diese Annahme hat sich in der Heraldik gehalten.
Das Wappen von Barenburg zeigt dennoch ein geflecktes Tier.

## Unterschied zwischen Löwe und Leopard
Die Heraldik unterscheidet zwischen Löwe und Leopard nur durch die Stellung der Wappenfigur zum Betrachter. In der alten Wappenkunst wurde aber noch nicht unterschieden.
Standard:

Leopard
Stammwappen derer von Pentz

- Der Leopard wird stets schreitend und  mit dem Kopf zum Beschauer gerichtet abgebildet.
- Der Löwe wird steigend oder auch laufend mit dem Blick nach rechts (heraldisch, also aus Sicht des Wappenträgers) dargestellt.

Details:
- Später nannte man den auf den Hinterfüßen stehenden und seitwärts blickenden (zum Betrachter gewendeten) Löwen einen gelöwten Leoparden.
- Bei einem leopardierten Löwen handelt es sich um einen schreitenden und geradeaus blickenden Löwen.

Gelöwter Leopard (Stammwappen der Grafen von Sayn)
Schreitender (Leopardierter) Löwe (Schenck zu Schweinsberg)

Abweichung:
- Ausgehend von der Körperhaltung oder Blickrichtung wird vom Heraldiker der Schwerpunkt für die Bezeichnung festgelegt.
- Dies lässt sich beim Stammwappen-Löwen derer von Pentz jedoch nicht anwenden: dieser ist hersehend wie der Leopard, schreitet aber nicht, sondern steht auf allen vier Pranken (schreitend wäre er nur, wenn er die rechte Vorderpranke erhoben und die rechte Hinterpranke mehr vorgeschoben hätte). Wäre der Schwerpunkt auf die Blickrichtung, so würde dieser Löwe als stehender, leopardierter Löwe bezeichnet. So geschah es tatsächlich im Genealogischen Handbuch des Adels. Dies ist aber diametral zur Standardbezeichnung leopardierter Löwe und somit ein Widerspruch in sich. Daher muss der Löwe derer von Pentz als stehend und hersehend (zum Betrachter schauend) beschrieben sein.

## Im Wappen

### Drei Leoparden
Es gibt viele Länder mit Leoparden im Staatswappen. Bei manchen Staaten weisen Leoparden auf die ehemalige Kolonialherrschaft der Briten hin.
- Wappen Dänemarks (nach vorn blickende Löwen)
- Wappen des Vereinigten Königreichs* (als Symbol für England, siehe auch Wappen Englands)
- Wappen Kanadas
- Wappen Estlands
- Wappen Dalmatiens

* und alle abgewandelten Versionen (siehe auch Wappen von Schottland und Wappen von Kanada)

### Zwei Leoparden
- Wappen der Normandie
- Wappen des Hauses Hohenlohe
- Wappen von Creglingen
- Wappen von Nenzing

### Ein Leopard
- Wappen Fidschis
- Wappen Ghanas
- Wappen der Demokratischen Republik Kongo (Kopf)
- Sayner Löwe

### (Echte) Leoparden
- Wappen Benins (als Schildhalter)
- Wappen Gabuns (Schwarze Panther)
- Wappen Malawis
- Wappen Somalias (Schildhalter)
- Wappen der Demokratischen Republik Kongo (ehemal. Zaire)
- Wappen der Gemeinde Barenburg (Niedersachsen)[1]

## In der Literatur
Im Roman Der Leopard von Giuseppe Tomasi di Lampedusa bezieht sich der Titel auf das Wappentier der Herrschaft. Um die Jahrtausendwende war eine Diskussion entbrannt, ob die Übersetzung mit „Leopard“ falsch sei und nicht eher der Ozelot (die Pardelkatze) gemeint sei, mithin eine Katzenart, die nicht brüllen kann – in ironischer Anspielung auf das Verhalten der Figur. Neueste Äußerungen hierzu geben aber wieder der Interpretation „Leopard“ den Vorzug, siehe hierzu das Nachwort in der Übersetzung von Burkhart Kroeber von 2019.